# Juillet 2012 en sport
Cette page concerne l'actualité sportive du mois de juillet 2012

## Faits marquants

### Dimanche1erjuillet
- Football : finale à Kiev du championnat d'Europe de football 2012, disputé en Pologne et en Ukraine. Victoire de l'Espagne qui devient ainsi la première sélection à remporter trois championnats internationaux consécutifs (Euro 2008, Coupe du monde 2010, Euro 2012).

### Dimanche8 juillet
- Tennis : Roger Federer remporte son septième Tournoi de Wimbledon en battant en finale Andy Murray en quatre sets (4-6, 7-5, 6-3, 6-4)[20]. Avec ce dix-septième titre du grand chelem à son palmarès, il redevient numéro un du classement ATP, égalant le record de Pete Sampras avec 286 semaines passées en tête du classement[21].

### Lundi16 juillet
- Tennis : avec 287 semaines passées en position de numéro un mondial, Roger Federer dépasse Pete Sampras et établit un nouveau record en la matière[22].

### Samedi21 juillet
- Combiné nordique : à Sotchi, en Russie, l'autrichien Bernhard Gruber remporte la première manche du grand prix d'été de combiné nordique.

### Dimanche22 juillet
- Cyclisme : dernière étape à Paris de la 99e édition du Tour de France 2012, qui s'était élancé le 30 juin de Liège en Belgique. Bradley Wiggins devient le premier britannique à remporter la victoire finale[23].
- Combiné nordique : à Sotchi, en Russie, l'américain Todd Lodwick remporte la deuxième manche du grand prix d'été de combiné nordique[24].

### Mercredi25 juillet
- Jeux olympiques : première épreuve des Jeux olympiques d'été de 2012[25] : l'équipe de Grande-Bretagne olympique de football féminin affronte la Nouvelle-Zélande au Millennium Stadium de Cardiff[26].

### Vendredi27 juillet
- Jeux olympiques : cérémonie d'ouverture des Jeux olympiques d'été de 2012, à Londres[25].